# Тропики

Тропики на карте планеты

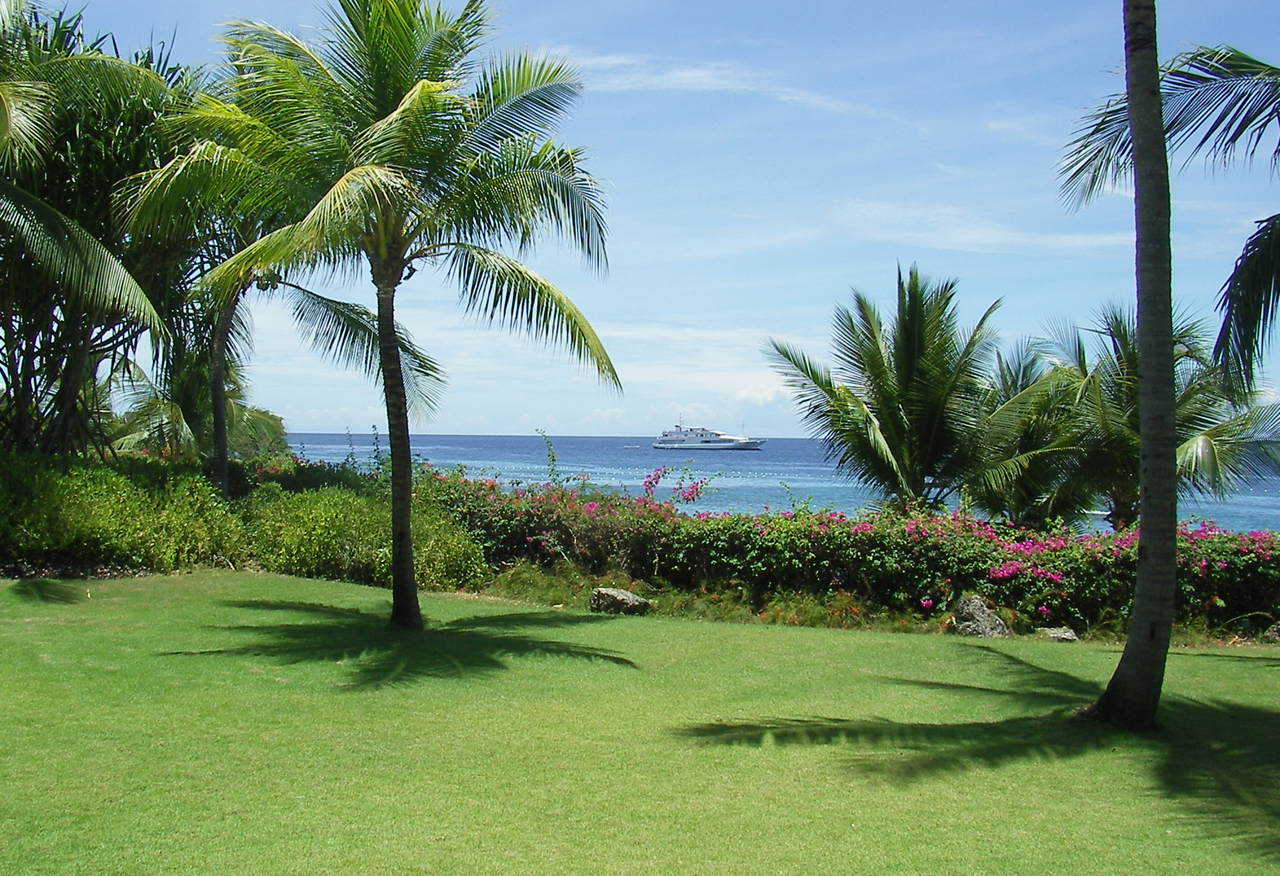
Полдень в тропиках: тень под пальмой свидетельствует о нахождении солнца в зените

Тро́пики (от др.-греч. τροπικός κύκλος — поворотный круг) — климатические зоны Земли, в которых Солнце хотя бы один раз в год бывает в зените. Так как угол 23°26′14″ — это угол наклона оси вращения Земли, то в строго географическом понимании тропики расположены между тропиком Козерога (Южным тропиком) и тропиком Рака (Северным тропиком) — основными параллелями, расположенными на 23°26′14″ (или 23,43722°) к югу и северу от экватора и определяющими наибольшую широту, на которой Солнце в полдень может подняться в зенит. На тропике Рака и тропике Козерога Солнце находится в зените только раз в год: в день летнего солнцестояния и в день зимнего солнцестояния соответственно. На всех промежуточных широтах Солнце в полдень оказывается в зените 2 раза в год, один раз при ежегодном перемещении на север и второй раз — на юг.
Для тропических регионов характерен жаркий климат.
Тропики составляют 40 % земной поверхности и содержат 36 % земной суши. В 2014 году в этом регионе проживало 40 % населения мира, и прогнозируется, что к 2050 году число увеличится ещё на 10 %.

## Времена года и климат
Многие тропические районы имеют сухой и влажный сезоны. Влажный сезон, или сезон дождей, или зелёный сезон, — это время года, которое может длиться от одного и более месяцев, когда выпадает наибольшая часть среднегодового количества осадков в регионе.

## Экосистемы
Тропические растения и животные — это виды, которые произрастают и обитают, соответственно, в тропиках. Тропические экосистемы могут состоять из  влажных тропических лесов, сезонных тропических лесов, сухих (часто лиственных) лесов, колючих лесов, пустынь и других типов местообитаний. Здесь существует большое биологическое разнообразие видов, а также  встречаются эндемики. Некоторые примеры важных экосистем биоразнообразия и высокого эндемизма включают в тропическом лесу заповедника в Эль-Юнке, Пуэрто-Рико, тропические леса Коста-Рики и Никарагуа, территории тропических лесов реки Амазонки в нескольких южноамериканских странах, сухие леса Мадагаскара, биосферный резерват Ватерберге в Южной Африке и тропические леса восточной части острова Мадагаскар. Часто почвы тропических лесов истощены, что делает их ещё более уязвимыми для применения методов подсечно-огневой вырубки лесов, которые иногда являются элементом сменных сельскохозяйственных систем возделывания.